# مملكة المجر (1538-1867)
كانت مملكة المجر بين عامي 1526 و1867 خارج الإمبراطورية الرومانية المقدسة ولكنها كانت جزءًا من أراضي ملكية هابسبورغ التي أصبحت الإمبراطورية النمساوية في عام 1804. بعد معركة موهاج في عام 1526، حكم البلاد ملكان متوجان وهما (جون الأول وفرديناند الأول). في البداية، كانت الأرض المحددة تحت حكم هابسبورغ محل نزاع لأن كلا الحاكمين طالبا بالمملكة بأكملها. استمرت هذه الفترة غير المستقرة حتى عام 1570 عندما تنازل جون سيجسموند (جون الثاني) عن منصبه كملك المجر لصالح الإمبراطور ماكسيمليان الثاني.
في المراحل الأولى، كانت تُعتبر الأراضي التي حكمها ملوك هابسبورغ المجريون «مملكة المجر» و «المجر الملكية». كانت المجر الملكية رمزًا لاستمرارية القانون الرسمي بعد الاحتلال العثماني، لأنه كان بإمكانها الحفاظ على تقاليدها القانونية. أجبر النبلاء المجريون فيينا على الاعتراف بأن المجر كانت وحدة خاصة لأراضي هابسبورغ ويجب أن تُحكم وفقًا لقوانينها الخاصة. ومع ذلك، وضع علم التأريخ الهنغاري ترانسيلفانيا في استمرارية مباشرة مع مملكة المجر في العصور الوسطى سعيًا وراء تقدم المصالح المجرية.
بموجب شروط معاهدة كارلوفجة، التي أنهت الحرب التركية العظمى في عام 1699، تنازل العثمانيون عن كامل المجر العثمانية تقريبًا. ووُحدت الأراضي الجديدة مع أراضي مملكة المجر، وعلى الرغم من أن سلطاتها كانت رسمية في الغالب، إلا أن الدايت (جمعية تداولية رسمية) حكم الأراضي في بريسبورج.
كان هناك تمردان هنغاريان رئيسيان هما حرب راكوتسي للاستقلال في أوائل القرن الثامن عشر والثورة المجرية عام 1848 وتميزت بتحولات مهمة في تطور النظام السياسي. أصبحت المملكة نظامًا ملكيًا مزدوجًا في عام 1867، عُرف بالإمبراطورية النمساوية المجرية.

## تاريخ
كان اسم ذلك الجزء من المملكة في القرون الوسطى في هنغاريا حيث تم تكريم هابسبورغ كملك المجر في أعقاب انتصار العثمانيين في معركة موهاج عام (1526) والمجر الملكية والتقسيم اللاحق للبلد. وكانت أجزاء أخرى من البلاد المقسمة أراضٍ مركزية، التي ضمها للإمبراطورية العثمانية والمملكة المجرية الشرقية في شرق البلاد التي أصبحت في وقت لاحق إمارة ترانسيلفانيا. سقط مصطلح «مملكة هنغاريا» بعد عام 1699.

## معرض صور

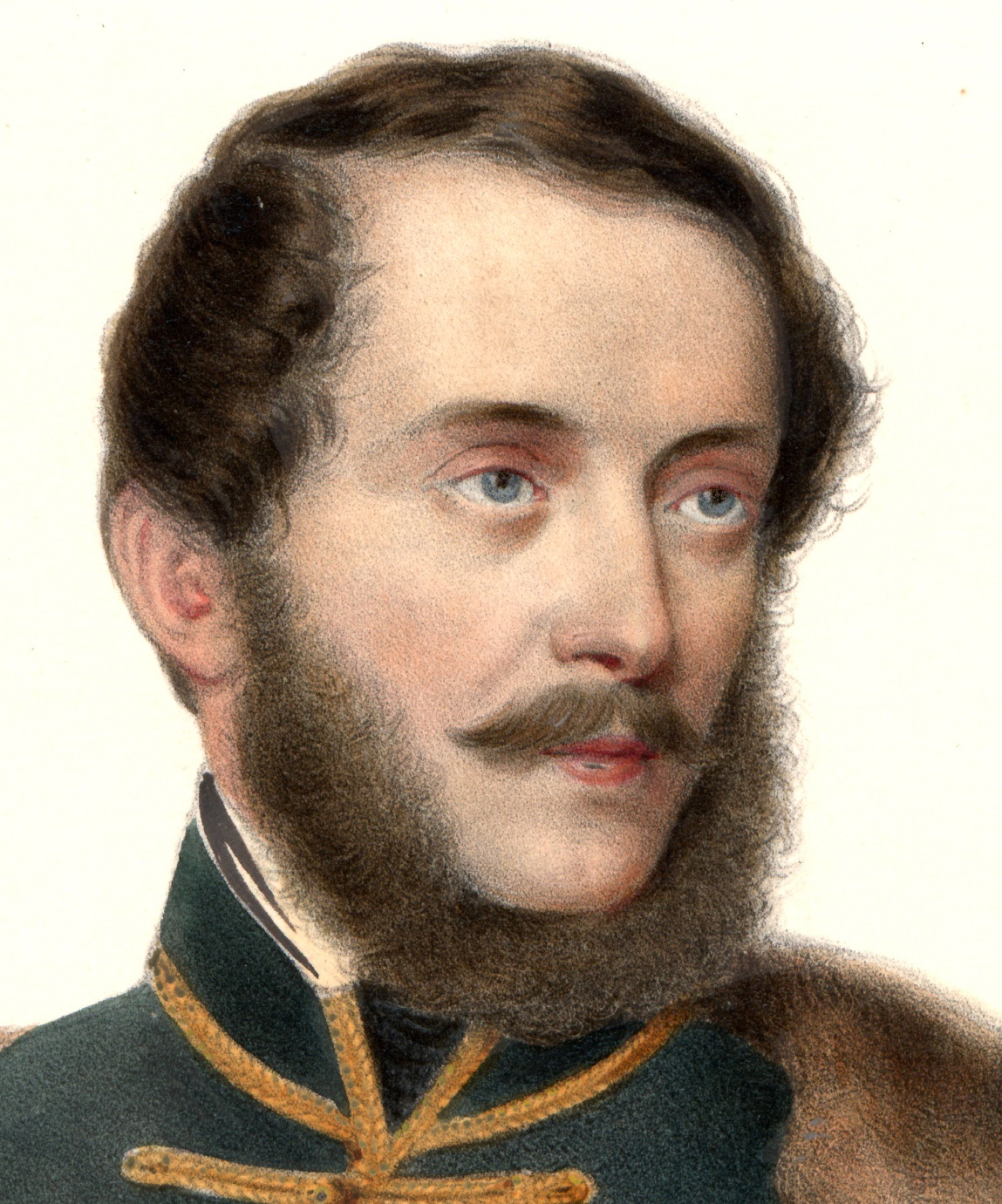
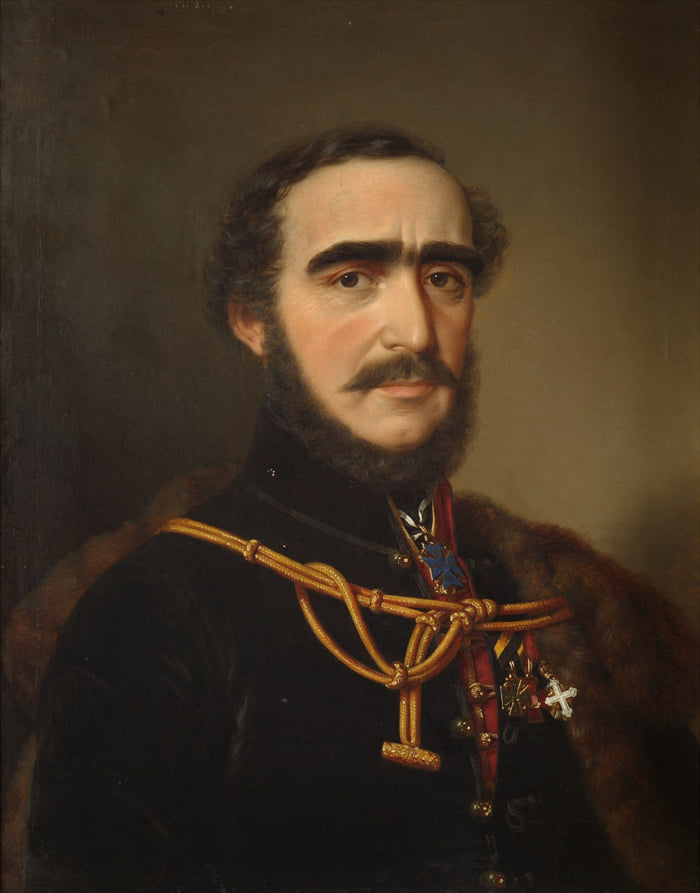